# Kohl Center
Pour les articles homonymes, voir Kohl.
Le Kohl Center est une salle omnisports situé au sud-est de l'Université du Wisconsin à Madison dans le Wisconsin. Il est incorporé au campus de l'Université du Wisconsin-Madison qui possède et gère la structure. 
Depuis son ouverture en 1998, c'est l'arène des équipes masculine et féminine de basket-ball et de hockey sur glace, les Wisconsin Badgers. La capacité est variable, le centre peut être réarrangé en cour de basket-ball, en patinoire de hockey, ou en salle de concert. Sa capacité maximum est de 17 190 places pour le basket-ball, 15 209 places pour le hockey sur glace (13 313 places + 1 896 sièges vue obstruée) et entre 11 954 et 17 659 places pour les concerts. Il possède 36 suites de luxe.

## Histoire
Avant le Kohl Center, l'équipe de basket-ball a joué dans le University of Wisconsin Field House (11 500 places), alors que l'équipe de hockey sur glace jouait au Alliant Energy Center de 9 762 places (l'équipe de hockey y joue toujours parfois car le basket-ball est prioritaire dans le Kohl Center). À l'origine le tableau des scores suspendu de l'UW Fieldhouse a été apporté et installé au Kohl Center parce que le coût d'un nouveau tableau n'était pas inclus dans le prix de construction pour la nouvelle arène. Le vieux tableau des scores est resté sept années dans la salle, et après que le budget a été augmenté, une nouvelle unité circulaire et moderne a été achetée et installée pour la saison 2004-2005. En outre, il a été installé dans l'arène un matrix board qui entoure l'arène au-dessous du deuxième balcon, montrant de la publicité, des messages, et les scores. La conception du Kohl Center est modelée légèrement comme le Field House avec des balcons surplombants. Ceci a été fait pour intimider les adversaires et apporter tous les spectateurs près de l'action. 
Le Kohl Center a été inauguré le 17 janvier 1998, en l'honneur du sénateur Herb Kohl, qui a donné $25 millions USD pour la construction. L'ancien joueur de basket-ball des Wisconsin Badgers, Albert Nicholas et sa femme ont donné $10 millions USD, entraînant la construction d'une salle de pratique adjacente à l'arène, le Nicholas-Johnson Pavilion. Jack F. Kellner et ses fils ont donné $2,5 millions USD au projet. L'arène possède la plus grande capacité de la NCAA pour le hockey sur glace avec 15 209 places. Le Kohl Center accueille aussi des conventions et des rassemblements politiques.
Avant la saison 2006 de basket-ball, le département sportif de l'université a vendu 48 courtside seats, à un prix allant de $10 000 à $12 500 l'unité. Les sièges disponibles sont non seulement vendus, mais une liste d'attente a été créée pour la vente des sièges à l'avenir, s'ils deviennent disponibles. L'addition de ces sièges a augmenté la capacité maximum pour le basket-ball de 17 142 à 17 190 places.

## Événements
- NCAA men's basketball regional championship
- WIAA (Wisconsin Interscholastic Athletics Association) boys' basketball and individual wrestling championships
- NCAA women's volleyball national championship

## Galerie

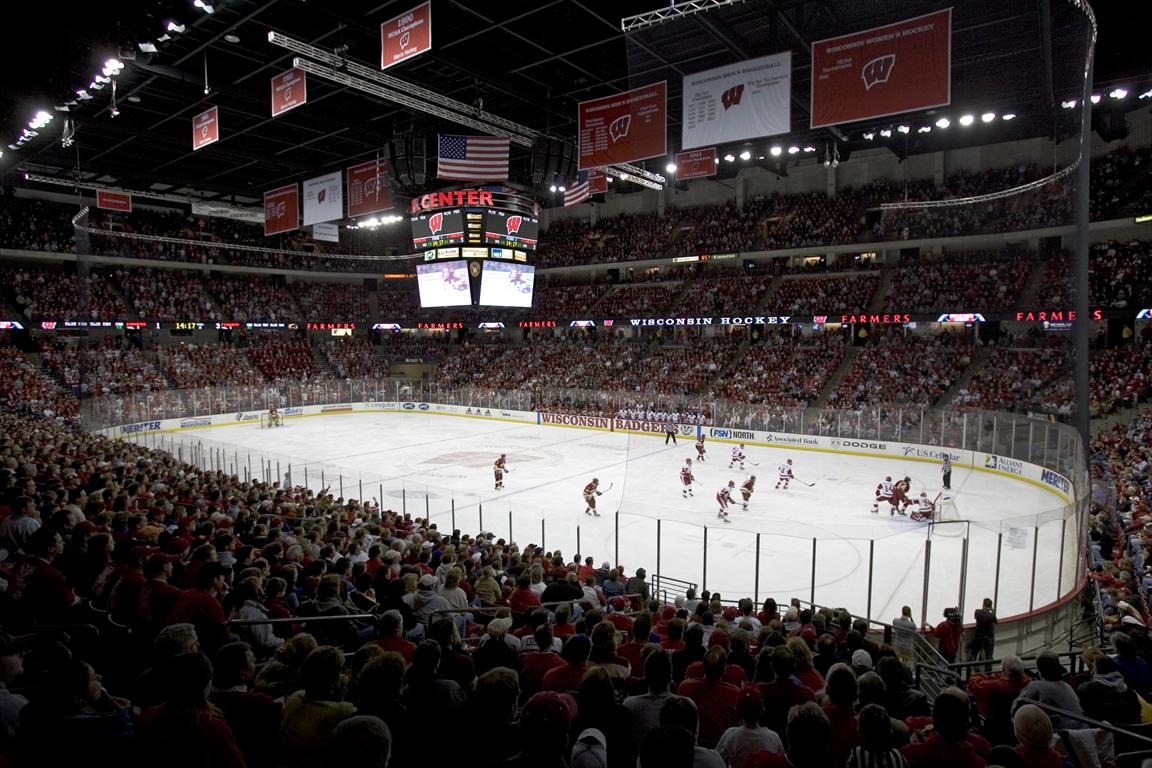